# PSOR
La PSOR (Public Sex Offender Registry) és un registre públic d'ofensors sexuals de l'Estat de Michigan (EUA). Aquest registre pot ser consultat des de qualsevol ordinador, i des de tot el món, per Internet. Inclou les dades personals —Nom, sexe, raça, data de naixement, altura, pes, color dels cabells, color dels ulls, adreça, ciutat, estat, codi postal, tipus de delicte, descripció del delicte— de violadors, i altres criminals sexuals. Segons les lleis de Michigan una persona que manté relacions sexuals amb un menor de 16 anys pot ser considerat un delinqüent sexual, car segons aquestes lleis, un menor d'aquesta edat té minvada la capacitat de donar el seu consentiment per tenir les relacions esmentades.